# Magda Szubanski
Magdalene Mary Szubanski (Liverpool, 12 de abril de 1961), mais conhecida como Magda Szubanski, é uma atriz, comediante e escritora australiana. Iniciou sua carreira roteirizando e atuando em esquetes e, desde então, trabalha nos ramos da produção televisiva, cinema e teatro musical. Tornou-se internacionalmente conhecida por interpretar Esme Hoggett, a dona do porquinho Babe, nos filmes Babe (1995) e Babe: Pig in the City (1998).
Ela foi eleita duas vezes como a personalidade mais reconhecida e confiável da Austrália e, em 2015, publicou Reckoning, seu livro de memórias. Em 2017, tornou-se uma das mais proeminentes faces da campanha pelo casamento entre pessoas do mesmo sexo e sua participação foi considerada pela Australian Marriage Equality como crucial para o sucesso da campanha pela legalização das uniões civis homoafetivas naquele país.
Em 26 de janeiro de 2019, recebeu o título honorário de oficial (AO) na divisão geral da Ordem da Austrália como reconhecimento por suas contribuições às artes performáticas como atriz, comediante e escritora e por seu ativismo pelo casamento igualitário.

## Primeiros anos e educação
Szubanski nasceu em 12 abril de 1961, em Liverpool, Inglaterra, e, por volta dos quatro ou cinco anos de idade, emigrou com sua família para a Austrália. Sua mãe, Margaret Szubanski (nascida McCarthy), é escocesa-irlandesa e veio de uma família pobre. Seu pai, Zbigniew Szubanski, veio de uma família polonesa abastada e, como registrado nos arquivos oficiais do Museu do Levante de Varsóvia, atuou como assassino em um ramo de contra-inteligência do movimento de resistência polonês durante a Segunda Guerra Mundial. Ela cursou o ensino secundário no Sienna College em Melbourne, e depois estudou artes plásticas e filosofia na Universidade de Melbourne. Szubanski graduou-se Bacharel em Artes e Bacharel em Artes (diploma com distinção) em 2016.

## Filmografia

### Televisão
| Ano       | Titulo                                         | Papel                                                                                | Notas                                                 |
| --------- | ---------------------------------------------- | ------------------------------------------------------------------------------------ | ----------------------------------------------------- |
| 1986–1987 | The D-Generation                               | Vários personagens                                                                   |                                                       |
| 1988      | The D-Generation Goes Commercial               | Vários personagens                                                                   |                                                       |
| 1989–1992 | Fast Forward                                   | Pixie-Anne Wheatley, Chenille, Joan Kirner, Mary McGregor, Maggie T & Satan's Brides |                                                       |
| 1992      | Bligh                                          | Betsy Bligh                                                                          |                                                       |
| 1993      | Full Frontal                                   | Vários personagens                                                                   |                                                       |
| 1993      | The Making of Nothing                          | Judith Gates/Kim Borrodale                                                           |                                                       |
| 1993      | A Royal Commission into the Australian Economy | Mr Cardigan, Mr Trouser, Bill Kelty                                                  |                                                       |
| 1994      | Big Girl's Blouse                              | Ela mesma, Sharon Karen Strzelecki, Lynne Postlethwaite                              |                                                       |
| 1995      | The Search for Christmas                       | Ela mesma                                                                            |                                                       |
| 1996      | The Genie from Down Under                      | Doris                                                                                |                                                       |
| 1997      | Good Guys, Bad Guys                            | Bella Bouvier                                                                        |                                                       |
| 1998      | Something Stupid                               | Vários personagens                                                                   |                                                       |
| 1999–2001 | Farscape                                       | Furlow                                                                               |                                                       |
| 2000–2001 | Dogwoman                                       | Margaret O'Halloran                                                                  |                                                       |
| 2002–2007 | Kath & Kim                                     | Sharon Karen Strzelecki, Lorraine Craig                                              |                                                       |
| 2006      | Magda's Funny Bits                             | Mary McGregor, Chenille, Sharon Karen Strzelecki, Lynne Postlethwaite                |                                                       |
| 2009      | The Spearman Experiment                        | Anfitriã                                                                             |                                                       |
| 2010      | Who Do You Think You Are?                      | Ela mesma                                                                            |                                                       |
| 2014      | Rake                                           | Helen                                                                                |                                                       |
| 2014      | Legit                                          | Anne Jefferies                                                                       |                                                       |
| 2014      | It's a Date                                    | Mary-Angela                                                                          |                                                       |
| 2015      | Open Slather                                   | Vários personagens                                                                   |                                                       |
| 2015      | Stop Laughing... This Is Serious               | Ela mesma                                                                            |                                                       |
| 2016      | Anh's Brush with Fame                          | Herself                                                                              | Primeira temporada, episódio 1                        |
| 2016      | Q&A                                            | Ela mesma                                                                            | (19 de setembro de 2016)                              |
| 2017      | Q&A                                            | Ela mesma                                                                            | 23 de outubro                                         |
| 2018      | Neighbours                                     | Jemima Davies-Smythe                                                                 | 3 de setembro                                         |
| 2019      | Chris & Julia's Sunday Night Takeaway          | Ela mesma: Apresentadora Convidada                                                   | Última temporada: 14 de abril                         |
| 2019      | My Life Is Murder                              | Miranda Lee                                                                          | Epiódio: "Old School"; Primeira temporada, episódio 7 |

### Cinema
| Ano  | Título                                 | Papel                   | Notas          |
| ---- | -------------------------------------- | ----------------------- | -------------- |
| 1995 | Babe                                   | Esme Cordelia Hoggett   |                |
| 1998 | Babe: Pig in the City                  | Esme Cordelia Hoggett   |                |
| 2002 | The Crocodile Hunter: Collision Course | Brozzie Drewitt         |                |
| 2005 | Son of the Mask                        | Vizinha Betty           |                |
| 2006 | Happy Feet                             | Miss Viola              | Voz            |
| 2007 | Dr. Plonk                              | Mrs. Plonk              |                |
| 2007 | Goodnight, Vagina                      | Mrs. March              | Curta-metragem |
| 2007 | Little Deaths                          | Iris                    |                |
| 2007 | The Golden Compass                     | Mrs. Lonsdale           |                |
| 2010 | Bran Nue Dae                           | Roadhouse Betty         |                |
| 2010 | Santa's Apprentice                     | Beatrice                | Voz            |
| 2011 | Happy Feet Two                         | Miss Viola              | Voz            |
| 2012 | Kath & Kimderella                      | Sharon Karen Strzelecki |                |
| 2013 | Goddess                                | Cassandra Wolfe         |                |
| 2017 | Three Summers                          | Queenie                 |                |
| 2018 | The BBQ                                | A Açougueira            |                |
| 2019 | Ride Like a Girl                       | Irmã Dominique          |                |
| 2020 | 100% Wolf                              | Sr. Carneiro            |                |

### Teatro
- Too Cool for Sandals (1985) - Vários personagens
- The Rise and Fall of Little Voice (1993) - Sadie
- Grease: The Arena Spectacular (National Australia Tour) (2005) - Miss Lynch
- The Madwoman of Chaillot (2007) – Condessa Aurelia
- Guys and Dolls (2008) – Big Jule
- A Funny Thing Happened on the Way to the Forum (2012) - Domina